# Авоська

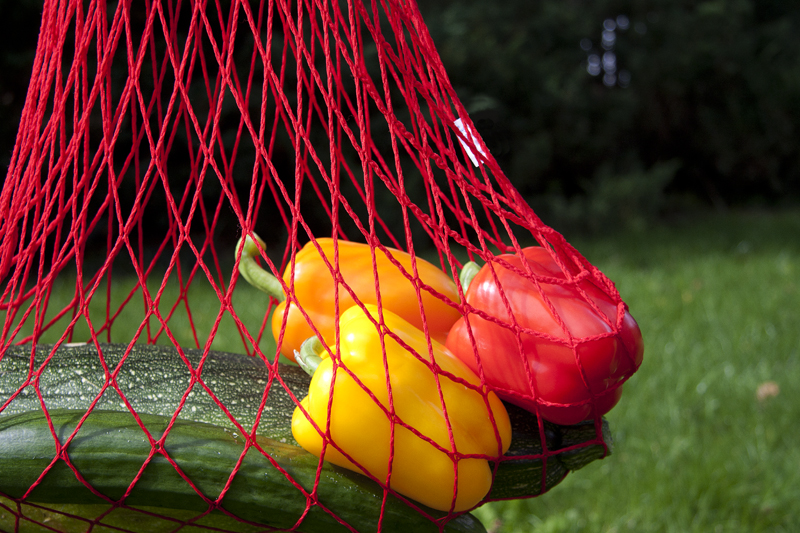
Авоська з овочами

Аво́ська (від рос. авоська), сітка — плетена торбинка з натуральних або штучних ниток. Мала широке використання в СРСР.

## Назва
Назва «авоська» утворена від російського слова рос. авось, тобто «мо́же», «мо́же-таки», «можливо».

## Винахід і поширення

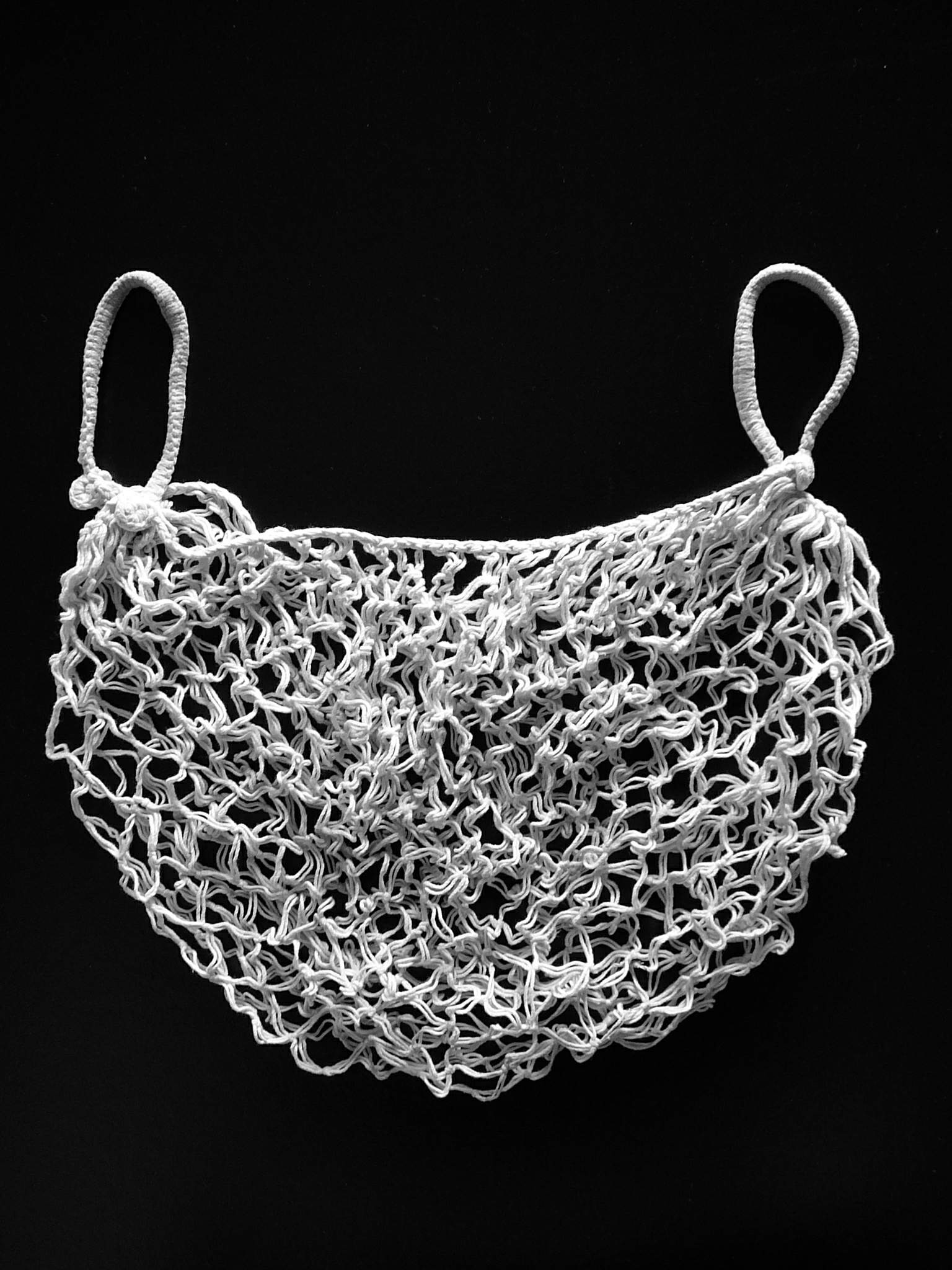
Чеська плетена торбинка.

Плетена торбина була віднайдена у Чехії у 1920-і роки. Мешканець міста Ждяр-над-Сазавою Вавржин Крчил (Vavřín Krčil) заробляв на життя плетеними сітками для укладання волосся. Вироби Крчила не мали широкого попиту і майстер підлаштував до сітки дві ручки. Так з'явилась плетена торбина для переносу дрібних речей або харчів.
Торбина отримала надзвичайне поширення у республіках колишнього СРСР через непередбачуваність товарного постачання та постійний товарний дефіцит[джерело?].
Авоська мала поширення на хвилі моди також і в країнах Західної Європи у 1970-і рр[джерело?].

## Якості
У плетеної торбини авоськи виявились помітні переваги. Вона була м'яка, зручна у використанні і добре складалася у жменю, не займала багато місця в кишені. Авоська приймала будь-який вантаж і була пристосована до будь-якої його форми — пласкої (декілька книжок), овальної (кавуни, дині), циліндричної (консервні банки), видовженої (пляшки) тощо. Якщо авоська бруднилася, її було легко прати, а сохла вона досить швидко. Якщо дешева авоська рвалась, її заміняли на нову. Недоліком авоськи вважали те, що вона абсолютно не була здатна приховати свій вантаж.
Була вироблена навіть стандартна форма авоськи. Зазвичай вона мала 14 дірчастих рядків та дві ручки. Виробництво плетених торбин-авосьок у СРСР передали у майстерні Всесоюзного товариства сліпих (ВТС).

## Побутове використання
Чим більшим був вантаж, тим важче було користуватись авоською. Бо її тонкі ручки дуже різали долоні. Аби зменшити навантаження на долоні, ручки збільшували за рахунок поліетиленових трубок. Тим не менше у плетеній торбині можна було переносити вантаж до 50-70 кілограмів.
У регіонах із холодним кліматом плетені торбини-авоськи використовували як м'які контейнери для зберігання заморожених м'яса та риби у підвішеному стані. У коморі вона годилася для зберігання овочів (цибулі, буряків, динь).

## Авоська у мистецтві
Авоська як характерна деталь незграбного радянського побуту потрапила у статті, в концертні номери на естраді, у радянське кіно.